# Foullah Edifice
Foullah Edifice FC ist ein tschadischer Fußballverein aus N’Djamena.

## Geschichte
Foullah Edifice gelang 2010 der größte Vereinserfolg mit dem Sieg des Coupe de Ligue de N’Djaména. Ein Jahr später gewann die Mannschaft mit der nationalen Meisterschaft ihren zweiten großen Titel. Damit waren sie für die CAF Champions League 2012 qualifiziert. Dort schieden sie aber bereits in der Vorrunde aus.

## Erfolge
- Coupe de Ligue de N’Djaména: 2010
- Tschad Premier League (1): 2011

## Statistik in den CAF-Wettbewerben
| Saison | Wettbewerb            | Runde    | Land             | Verein          | Heim | Auswärts |
| ------ | --------------------- | -------- | ---------------- | --------------- | ---- | -------- |
| 2011   | CAF Confederation Cup | Vorrunde | Äquatorialguinea | CD Elá Nguema   | 2:0  | 0:1      |
|        | CAF Confederation Cup | 1. Runde | Nigeria          | Kaduna United   | 1:0  | 0:2      |
| 2012   | CAF Champions League  | Vorrunde | Algerien         | JSM Béjaïa      | 0:0  | 1:3      |
| 2014   | CAF Champions League  | Vorrunde | Libyen           | Al-Ahly Bengasi | 0:4  | 2:0      |
| 2015   | CAF Champions League  | Vorrunde | Algerien         | USM Algier      | 0:3  | 3:1      |

## Bekannte Spieler
Einheimische Spieler
- Hassan Hissein
- Asselmo Nassama

Andere Nationen:
- Claudel Beleme, ehemaliger kamerunischer Juniorennationalspieler
- Alladoum Kolingba, ehemaliger kamerunischer Juniorennationalspieler
- Georges Messi, ehemaliger kamerunischer Nationalspieler
- Stephane Tchoumi, ehemaliger kamerunischer Juniorennationalspieler